# Amalie

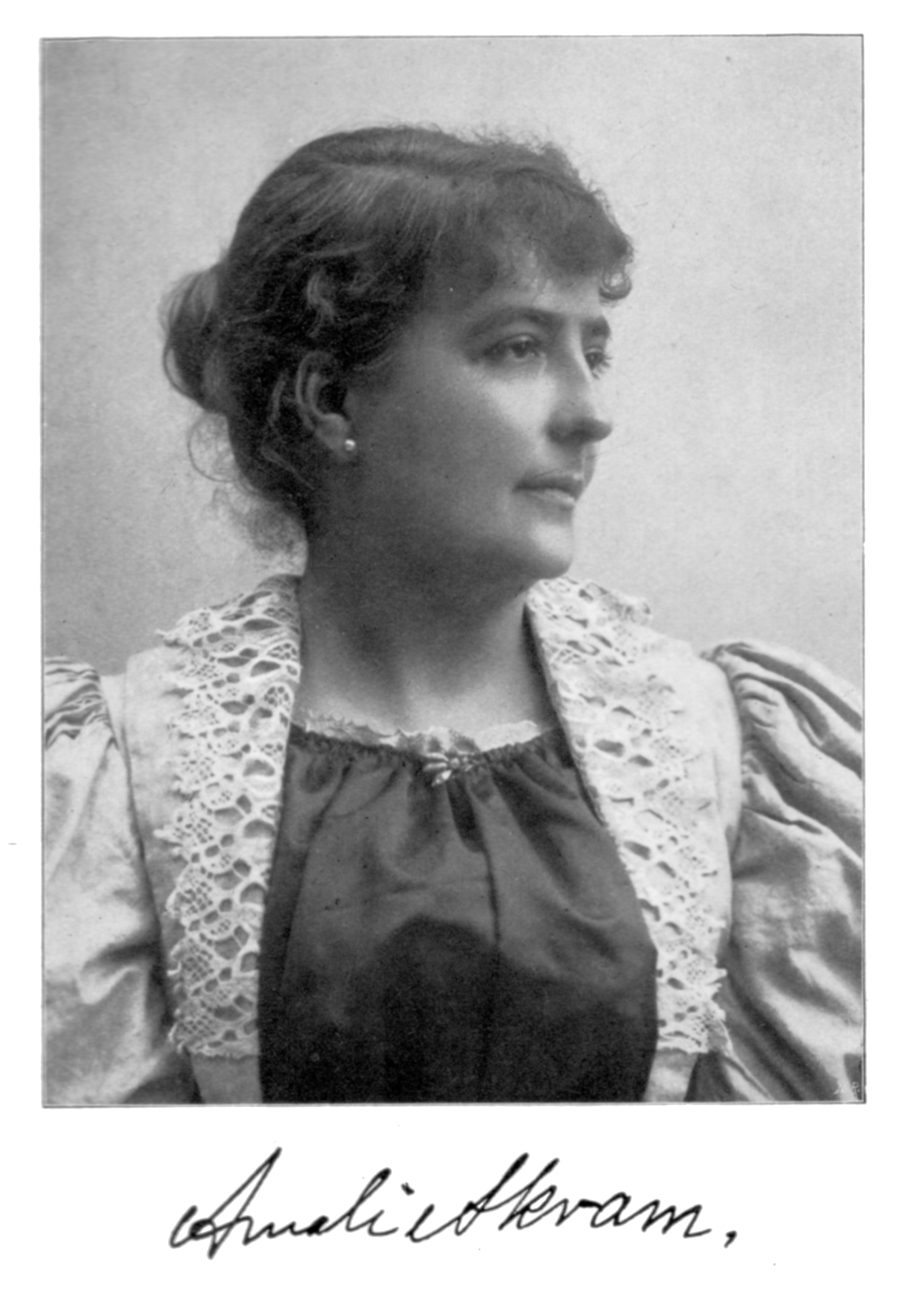
Amalie Skram

Amalie eller Amali är en latinsk kortform av gotiska namn som börjar med Amal- (verksam). Det är en variant av namnet Amalia.
Den 31 december 2012 fanns det totalt 164 kvinnor folkbokförda i Sverige med namnet Amalie/Amali, varav 62 bar det som tilltalsnamn.
Namnsdag i Sverige: saknas

## Personer med namnet Amalie
- Amalie av Baden, tysk furstinna
- Amalie Elisabeth av Hanau-Münzenberg, regent av Hessen-Kassel
- Amalie av Zweibrücken-Birkenfeld, drottning av Provinsen Sachsen
- Amalie Haizinger, tysk skådespelerska
- Amalie Joachim, österrikisk operasångerska
- Amalie Münster, dansk hovdam och poet
- Amalie Sieveking, tysk filantrop
- Amalie Skram, norsk författare
- Amalie von Wallmoden, tysk adelsdam, mätress till kung Georg II av Storbritannien